# Endoitio Exitio Nefas
I giorni indicati con Endoitio Exitio Nefas (anche indicati come giorni EN) erano nel calendario romano giorni particolari per le offerte, in cui le offerte alle divinità si eseguivano al principio e al termine del giorno.
Marco Verrio Flacco riferì che nel calendario questi giorni erano indicati con l'abbreviazione EN, che corrispondeva a Endoitio Exitio Nefas.
La prima E di Endoitio si è fusa come legatura nella seconda E di Exitio.

## Giorni EN

### Funzione dei giorni EN
Nel calendario romano, i giorni EN avevano scarsa rilevanza pratica, poiché in primo luogo fornivano solo informazioni aggiuntive per altri giorni, per evitare sovrapposizioni temporali. Ad esempio, poteva avvenire che in uno dei giorni EN vi fosse un incontro pubblico, che si svolgeva tra i sacrifici del mattino e della sera. Pertanto il tempo tra i sacrifici era considerato come un normale giorno fas (lecito) nel calendario romano.

### Precedenti interpretazioni dei giorni EN
In precedenza alla sigla EN era associato il termine Endotercisus: questa associazione era basata su un'errata interpretazione di Paolo Manuzio nel XVI secolo.
Hermans nel 1964 dimostrò l'inconsistenza di questa equazione; ciononostante l'assegnazione erronea è ancora molto spesso adottata sulla base dei volumi di Degrassi ad ampia distribuzione.

### Giorni EN nel calendario romano
Nel calendario romano, i giorni EN erano suddivisi fra i seguenti mesi:
- Ianuarius: 1 giorno
- Februarius: 2 giorni
- Martius: 1 giorno
- Aprilis: 1 giorno
- Sextilis: 1 giorno
- October: 2 giorni
- December: 3 giorni